# كريستين غرانت
كريستين غرانت (بالإنجليزية: Christine Grant)‏ هي متزحلقة نيوزيلندية، ولدت في 1962 في كوينزتاون في نيوزيلندا.

## وصلات خارجية
- كريستين غرانت على موقع أوليمبيديا (الإنجليزية)
- كريستين غرانت على موقع اللجنة الأولمبية النيوزيلندية (الإنجليزية)